# Gewalt in der Geburtshilfe
Gewalt in der Geburtshilfe ist seit 2014 ein Schwerpunktthema der WHO. Viele Frauen machen gewaltsame und missbräuchliche Erfahrungen während der Geburt. Dabei verwendet die WHO einen Gewaltbegriff, der physische und psychische Gewalt miteinbezieht. Missbrauch, Vernachlässigung und Geringschätzung während der Geburt gefährden das Menschenrecht auf Würde und Schutz vor Diskriminierung. Die WHO ruft daher zu vermehrtem Dialog, Forschung und Fürsprache auf. Hierfür wurden fünf Maßnahmen formuliert, die unternommen werden müssen, um Gewalt in der Geburtshilfe zu beenden:
1. Weitreichendere Unterstützung von Regierungen und Entwicklungspartnern in der Forschung und bei Maßnahmen gegen Geringschätzung und Misshandlung
2. Initiierung, Unterstützung und Unterhaltung von Programmen für die Verbesserung der Gesundheitsversorgung für Mütter. Ein besonderer Schwerpunkt muss die wertschätzende Versorgung als wesentliche Komponente einer qualitativ hochwertigen Versorgung sein.
3. Hervorhebung des Rechts von Frauen auf eine würdevolle, wertschätzende Gesundheitsvorsorge für die gesamte Schwangerschaft und Geburt
4. Datenerhebung zu wertschätzenden und gering schätzenden Versorgungspraktiken, Haftungssystemen und sinnvoller professioneller Unterstützung ist erforderlich.
5. Einbeziehung aller Beteiligten, einschließlich der Frauen, in die Bemühungen, die Qualität der Versorgung zu verbessern und gering schätzende und missbräuchliche Praktiken zu unterbinden[1]

Es gibt lediglich Schätzungen der Soziologin Christina Mundlos, aber keine offiziellen Statistiken darüber, wie viele Gebärende von Gewalt in der Geburtshilfe betroffen sind. Das liegt einerseits an fehlender Datenerhebung und andererseits an dem Tabu, das sich aus Gewalterfahrungen ergibt.

## Gewaltsame Praktiken in der Geburtshilfe
Gewaltpraktiken in der Geburtshilfe sind in Form von körperlicher und psychischer Gewalt anzufinden. Es besteht keine einheitliche Definition von Gewaltpraktiken in der Geburtshilfe, da dieses Thema in der wissenschaftlichen Literatur nicht ausreichend behandelt wird. Wesentlich ist hierbei das subjektive Empfinden der Betroffenen. Ob Praktiken als gewaltsam erlebt werden, hängt stark von den Umständen ab. Folgende Faktoren können für das subjektive Gewaltempfinden bestimmend sein:
- Grad der Abhängigkeit
- Ausmaß der Hilflosigkeit
- Verstehbarkeit der Vorgänge
- Absicht und Einstellung der Betreuenden
- Ebenen der Gewalt
- Biografische Vorbelastungen
- Erstarrung

Gewalterfahrungen in der Geburtshilfe werden nicht selten als sexualisierte Gewalt erlebt:
„So gern die Gynäkologie uns seit Entstehung der Fachrichtung davon überzeugen möchte, dass ihr Gebiet nichts mit Sexualität zu tun hat – sie hat es doch. Im Zentrum der Gynäkologie, und damit Geburtsmedizin als Teilgebiet, steht nun einmal die individuelle Frau mit ihren Körper- und Seelenteilen. Die Geburtsmedizin und -hilfe betreut ein sexuelles Wesen, die Frau in schwangerem Zustand. Das Augenmerk der Geburtsmedizin liegt auf den Geschlechts- und Fortpflanzungsorganen der Frau, dem assoziierten Sitz ihrer Sexualität. Eine Betreuung in diesem Bereich, auch wenn der Fokus gern auf das angeblich asexuelle Kind gelegt wird, bleibt eine an Sexualität und damit Empfindsamkeit und Intimität geknüpfte Begleitung.“
Häufig werden Übergriffe unter der Geburt sowohl von den Betroffenen als auch von anwesendem geburtshilflichem Personal als Vergewaltigung bezeichnet. Im Englischen ist der Begriff Birth Rape schon länger gebräuchlich. In Deutschland hat sich die Soziologin Christina Mundlos 2018 in ihrem Blog für die Verwendung des Begriffes ausgesprochen.
Konkret können sich Gewaltpraktiken in folgenden Formen äußern:

### Physische Gewalt
- Festhalten
- Festschnallen der Beine
- keine freie Wahl der Geburtsposition (z. B. in Rückenlage auf dem Gebärbett)
- grobe Behandlung (z. B. Katheter unnötig schmerzhaft legen, unnötig grobe/schmerzhafte Untersuchungen)
- medizinisch nicht indizierte Untersuchungen (z. B. wiederholt nach dem Muttermund zu tasten, wenn dies nicht gewollt/notwendig ist)
- ohne Einverständnis oder ohne medizinische Notwendigkeit einen Dammschnitt durchzuführen
- ohne Einverständnis oder ohne medizinische Notwendigkeit einen Kaiserschnitt zu machen
- Kaiserschnitt ohne ausreichende Anästhesie[5]
- ohne Einverständnis oder ohne medizinische Notwendigkeit sonstige medizinische Interventionen (Medikamentengabe, Weheneinleitung, Kristeller-Handgriff, Katheter legen, Muttermunddehnung, Eipolablösung, Fruchtblaseneröffnung, Sterilisation) durchzuführen.
- unnötig häufige vaginale Untersuchungen (auch von unnötig vielen Personen)
- unnötig große Schnittführungen (z. B. beim Dammschnitt)
- zu enges/festes Vernähen eines Dammschnittes oder -risses (sog. Husband Stitch)
- das Herausziehen/-reißen der Plazenta oder die Ausschabung nach der Geburt ohne Vorankündigung und Betäubung
- falsch durchgeführter Kristeller-Handgriff (mit Ellenbogen, mit Laken umwickelt, mit Knien auf den Bauch, mit dem gesamten Körper auf den Bauch etc.)
- Schläge, Ohrfeigen, Kneifen
- Zwang, unter Wehen still zu liegen[6][7]

### Psychische Gewalt
- Anschreien
- Ausübung von verbaler Gewalt
- Beschimpfungen, Beleidigungen
- Auslachen
- mangelnde Informationen, Fehlinformationen
- Druck ausüben, Erpressungen, Drohungen
- Gebärende unter Geburt allein lassen (außer, wenn sie dies ausdrücklich will)
- Ignorieren der Gebärenden, ihrer Wünsche und Fragen
- keine (echte) Wahlfreiheit bei medizinischen Interventionen lassen
- Machtmissbrauch
- Nötigung
- respekt- oder würdeloser Umgang mit Wünschen oder Intimsphäre der Gebärenden
- pietätloser Umgang mit Plazenta, Nabelschnur oder totgeborenen Kindern
- Sexualisierte Gewalt in Form von Sprache, Witzen
- Verbot zu essen/trinken, sich zu bewegen
- Willkür[6][7]

## Häufigkeit
Studien weisen nach, dass es rund um die Geburt oft zu verbaler und physischer Gewalt kommt. Nach Schätzung von Soziologin und Autorin des Buches "Gewalt unter der Geburt" Christina Mundlos erfahren mindestens 40 bis 50 Prozent aller Frauen psychische oder körperliche Gewalt während der Geburt.

## Globaler Aktionstag gegen Gewalt in der Geburtshilfe
Der globale Aktionstag Roses Revolution Day richtet sich gegen Gewalt in der Geburtshilfe und wird jährlich am 25. November begangen. Die Aktion Roses Revolution wurde am 4. November 2013 auf der 3. Human Rights in Childbirth Konferenz im belgischen Blankenberge nach einer Idee von Jesusa Ricoy ins Leben gerufen. Ziel ist es, auf gewaltsame und missbräuchliche Erfahrungen im Geburtsverlauf aufmerksam zu machen. Betroffene Frauen werden dazu ermutigt, Rosen und ggf. einen persönlichen Brief vor den Krankenhäusern bzw. Kreißsälen niederzulegen, in denen sie Gewalt erlebt haben. 2016 wurden 22 % der deutschen Kliniken mit Rosen bedacht. Neben Gebärden lösen gewaltsame Praktiken im Geburtsverlauf auch bei Hebammen (hier vor allem Hebammenschülerinnen) Betroffenheit aus, da sie nicht selten unfreiwillig Zeuginnen von Gewalthandlungen werden. Nicht umsonst ist eine der WHO-Forderungen in diesem Zusammenhang die Qualitätssicherung des institutionalisierten Geburtsverlaufs unter Beteiligung aller Betroffenen (Klinikleiter, Ärzte, Hebammen, Gebärende etc.).
Aus der Politik kommt im deutschsprachigen Raum bisher keine wesentliche Reaktion. Dies wäre jedoch dringlich, da zu den Missständen auch die aktuellen geburtshilflichen Vergütungsregelungen der Krankenkassen beitragen, was besagt, dass eine interventionsfreie Geburt oftmals ein Verlustgeschäft für die Klinik bedeutet. 

## Fachbuch und Medien
Nachdem die Soziologin Christina Mundlos 2015 das erste Fachbuch zu der Thematik veröffentlicht hatte, kam es in Deutschland zu einem Medienecho und zu einem ersten Umdenken beim geburtshilflichen Personal. Der Deutsche Hebammenverband widmete sich in seiner Bundesdelegiertentagung 2015 dem Thema und lud Mundlos als Rednerin. Seitdem lassen sich Hebammenverbände, Doula Geburtsbegleiterinnen und Gynäkologen in Workshops von Mundlos zur Sensibilisierung und Deeskalation fortbilden. Zumindest die Anzahl der Dammschnitte ist seit dem Erscheinen des Buches von 24 % auf ca. 19 % gesunken. Die Medien stellten die Thematik der Gewalt rund um die Geburt auch in den Kontext der #MeToo-Debatte. Die „kleinen und großen Grenzüberschreitungen, die Frauen aufgrund ihres Frauseins erleben“, würden „derzeit so dringlich wie lange nicht mehr diskutiert“. Bei der Frage, was gesellschaftlich akzeptabel ist, stehe die Gesellschaft heute beim Thema Gewalt in der Geburtshilfe an einem ähnlichen Wendepunkt wie in den 1980er Jahren beim Thema Vergewaltigung in der Ehe.
Ethisch kann zu bedenken gegeben werden, dass die Anwendung von Gewalt oder Zwang häufig aus scheinbar widerstreitenden 'Interessen' von Gebärender und Kind sowie der Herausforderung der doppelten Benefizienzverpflichtung des medizinischen bzw. pflegenden Personals resultiert.

## Hilfe und Unterstützung
Das Bewusstsein auf institutioneller Ebene ist noch nicht ausgeprägt und Veränderungen geschehen nur im kleinen Stil. Einzelne Geburtshäuser und -kliniken verfügen über hohe, selbstgesetzte Standards, die jedoch nicht flächendeckend übernommen werden. Gebärende Frauen können sich bereits im Voraus über die gängigen Praktiken am gewählten Entbindungsort informieren. Auch ein Geburtsplan, der mit dem Krankenhauspersonal besprochen wird, kann vorbeugend gegenüber ungewollten Eingriffen in die Intimsphäre der Gebärenden wirken. Eine noch rechtsverbindlichere Form bietet die Justiziable Patientinnenverfügung wie sie Anfang 2019 von der Soziologin und Doula Christina Mundlos und der Bindungsanalytikerin Doris Lenhard vorgestellt wurde. Als weitere Präventiv-Maßnahme kann das Engagieren einer Doula und das Aufarbeiten von traumatischen Vorerfahrungen empfohlen werden.
Hilfe bei der Bewältigung von belastenden Geburtserlebnissen bieten Hebammenverbände und Traumatherapeutinnen. Kassentherapeutinnen sind oft noch nicht auf das Thema eingestellt. Doch es gibt in Deutschland, Österreich und der Schweiz einige Psychologinnen und Heilpraktikerinnen, die sich auf Geburtstraumatisierungen spezialisiert haben und die in einer Liste mit Anlaufstellen von Christina Mundlos zusammengestellt wurden.

## Dokumentation
- Marie von Kuck: Weinen hilft dir jetzt auch nicht – Gewalt in der Geburtshilfe, 52:50 Min, WDR 5 Radio-Feature, 21. Oktober 2019 (Verfügbar bis 20. Oktober 2020)